# Léa Feldblum
Léa Feldblum, née le 13 juillet 1918 à Varsovie en Pologne et morte en 1989 à Tel Aviv, est une survivante de la Shoah.
Pendant la Seconde Guerre mondiale, Léa Feldblum vit en Belgique, puis en France. Elle devient encadrante à la maison d'Izieu, et est déportée avec les enfants lors de la rafle en avril 1944. À Auschwitz, elle subit des « expériences » médicales. Léa Feldblum est la seule survivante de la rafle ayant eu lieu à la Maison d'Izieu.
En 1987, elle témoigne lors du procès de Klaus Barbie.

## Biographie
Léa (née Laja) Feldblum naît le 13 juillet 1918 à Varsovie en Pologne. Elle a une sœur, Rywka Feldblum née à Varsovie le 16 décembre 1904, et un frère, Moses Feldblum né à Varsovie le 9 septembre 1913.
En 1929, elle déménage avec sa famille à Anvers, en Belgique. Après l'invasion de la Belgique par l'Allemagne Nazie, elle émigre avec sa famille en France, et habite alors près de Montpellier. Ses parents meurent à Montpellier quelques mois plus tard.
Sa sœur et son frère, après être passés par le Camp de Rivesaltes, sont déportés à Auschwitz par le Convoi No. 31, en date du 11 septembre 1942.

### Maison d'Izieu
Léa Feldblum travaille auprès de l'OSE, puis devient encadrante dans la maison d'Izieu. Elle a une fausse identité, Marie Louise Decoste.

### Arrestation et déportation
Léa Feldblum est arrêtée et internée au camp de Drancy en avril 1944 avec 44 enfants d'Izieu, ainsi que les 6 autres encadrants (dont Miron Zlatin).
Elle est ensuite déportée depuis la gare de Bobigny vers Auschwitz, par le convoi no 71 (le même que Simone Veil) du 13 avril 1944, avec 34 des enfants arrêtés. Elle avait en sa possession de faux papiers qui lui auraient permis de ne pas être déportée, mais elle préfère dévoiler sa véritable identité pour rester avec les enfants d'Izieu.
À Auschwitz, elle est choisie pour subir des « expériences » médicales qui lui laisseront de nombreuses séquelles psychologiques. Elle sera abusée avant de subir les pratiques d'Auschwitz. Finalement, Léa Feldblum sera la seule survivante d'Izieu.

### Témoignage
En 1987, Léa Feldblum témoigne lors du procès Klaus Barbie.

### Mort
Léa Feldblum meurt en 1989 à Tel-Aviv.

## Cinéma
- Dans le téléfilm La Dame d'Izieu, Gaëla Le Devehat incarne Léa Feldblum à l’écran.